# Brienne Minor
Brienne Minor (ur. 25 listopada 1997 w Mundelein) – amerykańska tenisistka.

## Kariera tenisowa
W 2017 roku zadebiutowała w imprezie wielkoszlemowej podczas turnieju US Open w grze pojedynczej. Odpadła wówczas w pierwszej rundzie po porażce z Uns Dżabir.
Najwyżej w rankingu WTA była sklasyfikowana na 907. miejscu w singlu (25 września 2017) oraz 954. w deblu (18 września 2017).